# 이스라엘 항공우주 산업
이스라엘 항공우주 산업(히브리어: התעשייה האווירית לישראל, 영어: Israel Aerospace Industries, IAI)은 이스라엘의 항공기를 생산하는 국영 방산업체이다.
전투기 생산 외에도 민간 항공기의 생산과 해외 항공기의 유지 업무, 미사일과 항공전자 시스템에 대한 업무도 담당한다. 뿐만 아니라 육, 해군을 위한 군사 체계의 개발과 생산을 하기도 한다. 대부분의 제품들은 이스라엘 방위군의 수요에 맞추어져 있지만 해외 시장을 대상으로 판매하기도 한다.
2006년 11월 6일 정식 명칭이 이스라엘 항공 산업(Israel Aircraft Industries Ltd.)에서 이스라엘 항공우주 산업(Israel Aerospace Industries Ltd.)로 변경되었는데, 이는 현재 IAI의 활동이 항공 분야 뿐만 아니라 위성, 로켓 등 우주 분야로 확장되고 있음을 반영하기 위해서다.

## 제품
- IAI 헤론
- 서처 II
- RQ-2 파이오니어
- 하피
- IAI 이단
- POP-300
- EL/M-2055